# Екваторіальна депресія
Екваторіа́льна депре́сія  — смуга низького атмосферного тиску, що охоплює земну кулю на екваторіальних широтах, і зміщується в травні - вересні на 15° - 20° північної широти. З екваторіальною депресією пов'язана зона конвергенції і активної конвекції.